# Kazimierz Chrzanowski
Kazimierz Chrzanowski (Łaziska, 25 de Dezembro de 1951) é um político da Polónia. Ele foi eleito para a Sejm em 25 de Setembro de 2005 com 11296 votos em 13 no distrito de Cracóvia, candidato pelas listas do partido Sojusz Lewicy Demokratycznej.
Ele também foi membro da Sejm 1997-2001 e Sejm 2001-2005.